# Wislizenia refracta
Wislizenia refracta là một loài thực vật có hoa trong họ Màng màng. Loài này được Engelm. miêu tả khoa học đầu tiên năm 1848.